# 二胡
二胡，古稱胡琴、奚琴，於中華民國時期改稱二胡，是一种拉弦樂器。有兩根弦，現代二胡以純五度定弦，在胡琴之中屬於中高音域樂器。现在各地方根據需要的條件，獨立發展出不同形状的弓弦樂器，如高胡、京胡、板胡、二弦、喇叭弦等。為滿足中樂交響化的需要，根據二胡的制式，也另外發明中胡。
製琴師通常以木材製作二胡，如紅木、小葉紫檀、烏木、雞翅木、血檀、大葉紫檀、非洲紅花梨、非洲紫檀等，也有製琴師以象牙、玉石、塑膠等材料製作二胡，因為他們有聲學以外的考量。琴筒一端蒙以蛇皮，這是二胡獨特音色的來源，一些高級的二胡则采用蟒蛇皮。不論是來自野生或被圈養的蛇，收集蛇皮的成本日益增高。而瀕危野生動植物種國際貿易公約限制其參與團體對蠎蛇皮的進出口，近年有人便開發蛇皮的替代材料，以期模仿蛇皮的音色。通常使用鋼弦，絲弦已極少人使用。总结来说，这导致了用原材料制作的二胡也随着减少了，取而代之的是替代材料。
中国為二胡的主要生產地，其中上海、北京及蘇州最为频繁。不同的地方生产的二胡音色各有不同及差异：傳統上，上海生產的二胡，音色較柔美；北京出產的二胡，音色較高亢；蘇州出產的二胡，音色则揉合上海與北京的特色。以科學來說，產地的不同代表聲音的共振頻率不同，對於二胡的聲響，需要更進一步的科學探討，讓二胡學習者更容易挑選到喜歡的聲音 

## 歷史
奚琴，是奚人的一種弓絃樂器，在唐朝末期傳入中原。
在元代，奚琴开始在宴乐中用于独奏或合奏，并出现在用于军队的演奏活动中。
五四運動時期，劉天華融合歐洲的音樂理論、演奏技巧，根據中國民間音樂特性及借鏡小提琴，將二胡定弦為d、a，並對二胡的演奏技巧進行革新，擴展二胡的表現力，並且為二胡創作多首獨奏曲。
1920年代，周少梅、周榮根、陶洪茂合作改良二胡：加長琴杆至90公分、加大琴筒、改用莾蛇皮、改用軟弓、改用更粗的琴弦，使音量、音色有所改善。
1930年代，蔣風之設計出「六角啞鈴式」二胡，又被稱為「蔣氏南胡」。周榮庭與蔣風之、陸修堂等共同設計出「洋山柄頭」二胡和「迴紋頭」二胡。
1950年代至1960年代間，上海民族樂團、中國廣播民族樂團、中央民族樂團等模仿交響樂團的職業「民族樂團」出現，增加對二胡專業的需求。
1963年，首屆全國二胡比賽於第4屆上海之春音樂節舉辦。
1970年代，湯良德研製出前八角後圓（方圓）二胡和可調節的半月形音窗。1975年，王國潼與滿瑞興制訂出「扁八」二胡的尺寸為：琴筒長133毫米，前口縱向直徑86毫米，横向直徑92毫米，後口内徑84毫米；琴筒中加裝竹筒以改良高音音色。
1970年代，王國潼與滿瑞興開始研發二泉琴，1980年代閔惠芬與王瑞泉、沈德慶研製成功。
現代二胡作品出現，有《豫北敘事曲》(1959年)、《三門峽暢想曲》(1960年)、二胡協奏曲《長城隨想》(1982年)等。
1980年代中後期，已出版的二胡獨奏曲達數百首，並開始發展敘事曲、協奏曲等大型二胡曲。
臺北市民族器樂大賽、中央電視台民樂大賽等專業比賽相繼舉行。

## 結構
二胡包括琴身（包括琴桿、琴筒、琴托、皮膜、音窗）、琴弦系统（包括琴弦、弦軸、千斤、琴碼、音垫）和弓（包括弓魚、弓桿、弓毛）。

### 琴身

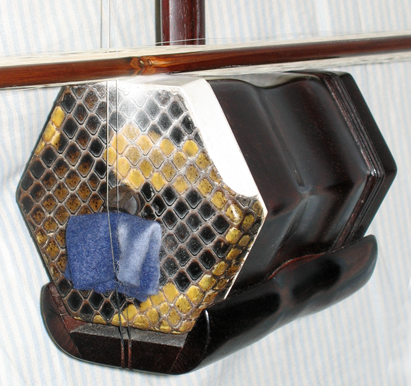
六角二胡

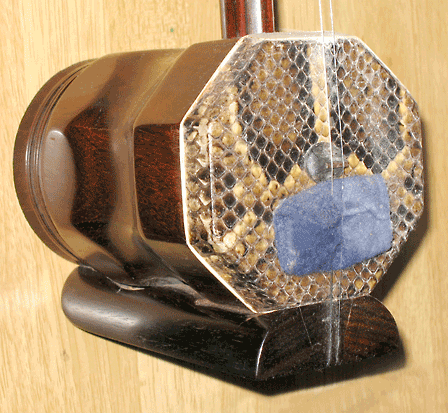
前八后圆

- 琴桿
立於二胡正中，穿過琴筒、琴托。橫切面從前為圓型，後因使用拉力更大的金屬弦，易令圓形琴桿彎曲變形，遂發展出較抗拉力的淚滴形琴桿。琴桿最上端為琴頭，較普遍的式樣為流線型向音窗方向彎曲，末端張濶，飾以象牙片或骨片，也有俗稱「雲頭」的迴紋形、俗稱「龍頭」的囚牛型及其他造型，某些琴頭的形狀可反映二胡的生產地。琴頭以下為弦軸孔，開弦軸孔的一段琴桿為方柱體。琴桿下端為一方形榫頭，比琴桿細，下接琴托榫孔。
- 琴筒
為二胡的共鳴體，有多種外形，其外形通常與內腔相同或相似，可影響音色及音量：
  - 圓形
  - 六角形
  - 八角形
  - 前八角后圆（皮膜為八角形，出音口為圓形，又稱方圓）
  - 扁圓形，陳耀星設計
  - 扁前八角後圓（又稱扁八）
- 琴托
位於琴筒下方。
- 皮膜
二胡琴筒前口部分，又叫琴皮，或称琴膜，是二胡重要的发声装置组成部分。鱗片大而富油潤光澤者音色較佳。中、高档二胡琴多采用蟒皮。传统上采用中国南方和东南亚一带的金花蟒的蟒皮，現代有多種替代材料。
- 音窗
位於琴筒背面，以木片雕刻而成，南方二胡多為全封閉音窗，北方二胡多為半封閉音窗，[3]音窗覆蓋的面積比率可影響音量和音色。

### 琴弦系統
- 弦
張內外兩弦，早期為絲弦，近代引入金屬弦，當代開始使用銀、鎳等合金為外層。
- 弦軸
分木軸和機械軸兩種
- 千斤
二胡的上切音點，分為固定千斤和活動千斤兩大類，固定千斤多為線材，纏繞於琴桿，常用材質以棉線、尼龍線、蠶絲等等為主。活動千斤多為金屬。
- 琴碼
將弦的震動傳導至皮膜，以楓木，烏木，紫檀，紅木，松節，竹，紙等製作，形狀上尖下寬，有橢圓形底，圓形底，方底、橋式等，物料及形狀皆影響音色及音質。
- 墊布
又稱音濾，在琴码下方、被夾於弦與皮膜之間作為阻尼，取柔軟和有彈性的物料，如布料、毛皮、乳膠等，可稳定音质和减少狼音。

### 琴弓

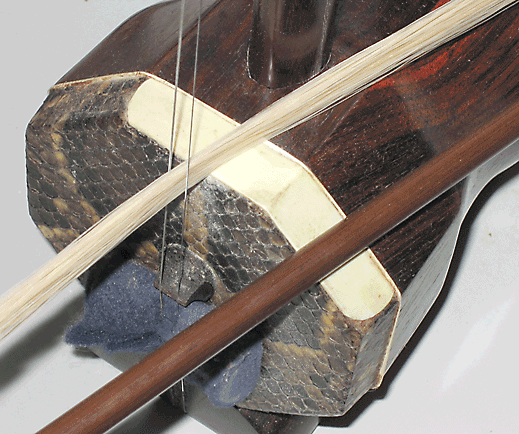
拉奏时将弓毛置於雙弦中

二胡弓的標準長度為816mm（不含螺絲），其等級以竹材的直徑區分，高級弓的直徑為7±0.5mm，中級弓直徑為7±1mm，普級弓的直徑為6±2mm。規範簡單明瞭卻無法作為製造和選擇的依據，現代的製弓師會製作更長更粗的弓以配合現代人的演奏習慣，也有依照演奏者的要求去製作。
弓的重量、彈性與硬度，會對演奏產生不同效果，二胡演奏家常依照樂曲選擇不同的弓。
- 弓毛
弓毛用馬尾製成，以白馬尾為佳。
- 弓桿
由富彈性的竹所製，現代也有採碳纖維材質。
- 弓魚
馬尾庫，於弓根（手握琴弓的一端）固定、調節弓毛的裝置，因北方琴弓上的馬尾庫形似一尾魚而得名，甚至有製弓師雕刻出眼、鰓、鱗為飾，而南方琴弓上的馬尾庫根本不像魚也被稱為弓魚，由白玉、象牙、木、塑膠所製。

## 蟒皮
1988年，中國就聯合國瀕危野生動植物種國際貿易公約（CITES）通過保護瀕危物種的法例後，使無牌使用和貿易蟒蛇成為非法活動。為規範使用蟒蛇皮，中國的國家林業局引入東南亞的蟒蛇皮賣家和中國的樂器製造商之間的認證計劃。 2005年1月1日，新規定要求二胡有來自國家林業局發出的證明書，以證明二胡的蟒蛇皮不是來自野生蟒蛇，而是來自農場飼養的蟒蛇。並容許個人因需要可帶2支二胡出中國，商業買家需要額外的出口證書。
中國以外，二胡製造商可自行發出經各自國家政府批准的CITES許可證。這樣的出口是合法的，因為他們已經從合法的來源取得蠎皮。
2005年，香港中樂團時任樂器研究改革主任阮仕春先生研發出「環保胡琴」，以PET聚酯膜替代蟒蛇皮。香港中國樂團聲稱生態胡琴系列不僅大大降低對野生蟒蛇的壓力，也增強了樂器的耐用性。但人造皮二胡的音色相較於蟒皮二胡，聲音較扁平單調。

## 定弦
胡琴作為傳統戲曲之伴奏樂器時，有純四度定弦，如二弦，亦有純五度定弦，如板胡。
在江南蘇州中，二胡有「主音胡琴」和「托音胡琴」之分，主音胡琴定內弦為d'、外弦為a'，周少梅和劉天華均使用主音二胡；托音胡琴定內弦為g、外弦為d'，被採用於傳統江南絲竹，華彥鈞三首傳世二胡曲為托音胡琴定弦。
而現代的二胡，主要是d' a'定弦，但如劉文金的長城隨想，就是c' g'定弦。此外，劉文金的如來夢套曲的第四樂章，是g g'定弦。

## 演奏技法
左手持琴按弦，右手拉弓，弓毛被置於雙弦之中拉奏。演奏時多採坐姿，於巡遊或應演出需要，可加裝掛鈎，掛於腰間站奏。

### 弓法
弓弦樂器運用琴弓以表達樂曲的表情。
- 以用弓的長度區分
  - 全弓
  - 長弓
  - 短弓
- 以使用部位區分
  - 弓尖
  - 弓根
  - 前弓
  - 中弓
  - 後弓
- 以運弓速度區分
  - 顫弓
  - 快弓
  - 慢弓
- 以弓序區分
  - 推弓
  - 拉弓
  - 分弓
  - 連弓
  - 斷弓
  - 頓弓
- 以音色區分
  - 連奏弓
  - 跳弓
  - 飛弓
  - 拋弓
  - 擊弓
  - 大擊弓
  - 彈輪弓
  - 雙弦快速抖弓

### 指法
- 揉弦
- 泛音
  - 泛音|自然泛音
  - 泛音|人工泛音
  - 偽泛音
- 滑音
- 顫音
- 打音
- 撥弦

## 二胡曲目的風格趨勢
早期的曲目，以民間的音樂為主，往往沒有自己的獨奏曲，而是做為伴奏樂器。在劉天華先生的努力下，二胡有了自己的獨奏曲，二胡走向現代化的第一步，也使胡琴逐漸的規範化。另一方面，民間有著華彥鈞、孫文明等人，曲風婉轉，頗有感傷之情。
往後的樂曲，往往展現著地方的情懷，像是「奔馳在千里草原」、「喜送公糧」和「喜看麥田千層浪」等。這些曲目的地方風格濃厚，且作曲家多半沒有受過專業的訓練，因此樂曲一氣呵成，但作曲的手法應用並不多。在南方，例如「江南春色」、「揚州小調」和「蘇南小曲」等，也將江南的風情刻劃的十分生動。
隨著時間推移，開始有著越來越多的專業作曲家來為二胡譜曲。作曲家們常常應用二胡線條狀的聲響，寫出較抒情的慢板；在快板部分，常常以快速音群來作曲。礙於胡琴雙音只能以五度演奏的限制，二胡曲子的難點往往不是在多聲部或著是和弦。雖說二胡雙音只能演奏五度，但在劉文金如來夢的第四樂章和高韶青的二胡隨想曲第五號——納西中，仍可以看到非五度雙音的段落。

## 重要二胡作品

### 1910年代
- 《病中吟》 1915年, 劉天華
- 《月夜》 1918年, 劉天華

### 1920年代
- 《苦悶之謳》 1926年, 劉天華
- 《悲歌》 1927年, 劉天華
- 《良宵》 1928年, 劉天華
- 《空山鳥語》 1928年, 劉天華
- 《閒居吟》 1928年, 劉天華
- 《漢宮秋月》 1920年代，劉天華改編

### 1930年代
- 《光明行》 1931年, 劉天華
- 《獨弦操》 1932年, 劉天華
- 《燭影搖紅》 1932年, 劉天華
- 《花開滿園》 1935年, 陳振鐸
- 《懷鄉行》 1936年, 張銳
- 《懷鄉行》 1936年, 陸修棠
- 《風雪滿天》 1939年, 陸修棠
- 《虞舜薰風曲》 1930年代，周少梅改編

### 1940年代
- 《紅光》 1943年, 陳振鐸
- 《小花鼓》 1943年, 劉北茂
- 《織女之歌》 1943年, 俞鵬
- 《琵琶韻》 1944年, 俞鵬
- 《平原競馬》 1944年, 俞鵬
- 《撫琴懷友曲》 1944年, 俞鵬
- 《招隱吟》 1944年, 俞鵬
- 《咏懷取》 1944年, 俞鵬
- 《農村之歌》 1945年, 陸修棠
- 《孤雁》 1945年, 陸修棠
- 《南胡狂想曲》 俞鵬

### 1950年代
- 《聽松》 1950年發表, 華彥鈞
- 《二泉映月》 1950年發表, 華彥鈞
- 《寒春風曲》 1950年發表, 華彥鈞
- 《彈樂》 1951年, 孫文明
- 《流波曲》 1952年, 孫文明
- 《拉骆驼》 1954年, 曾寻
- 《民謠風》 1956年, 劉北茂
- 《春诗》 1956年, 钟义良
- 《子夜吟》 1957年, 張季讓
- 《紅軍哥哥回來了》 1958年, 张长城曲; 原野编曲
- 《山村变了样》 1958年, 曾加庆
- 《秦腔主題隨想曲》 1958年, 魯日融
- 《郿鄠調》 1958年, 魯日融
- 《豫北敍事曲》 1959年, 劉文金
- 《金珠瑪米贊》 1959年, 王竹林
- 《城市歌聲》 1959年, 王沛綸
- 《喜悅》 1959年, 劉北茂
- 《新农村》 曾加庆
- 《在草原上》 朴东生

### 1960年代
- 《三門峽暢想曲》 1960年, 劉文金
- 《湘江樂》 1962年, 時樂濛
- 《江河水》 1962年, 黃海懷改編
- 《賽馬》 1964年, 黃海懷
- 《陽關三疊》 1964年，沈正陸移植；1977年，閔惠芬改編
- 《田園隨想三首》 1965年, 湯良德
- 《踏青》 1969年, 董榕森
- 《赶集》 曾加庆
- 《蝶戀花》 張季讓
- 《河南小曲》 劉明源
- 《秦腔主题随想曲》 赵振霄; 鲁日融
- 《翻身歌》 張頡誠曲; 王國潼編曲
- 《牧羊姑娘》 唐玉斌
- 《喜送公糧》 顧武祥、孟津津
- 《奔馳在千里草原》 王國潼，李秀琪
- 《草原新牧民》 劉長福
- 《豫鄉行》 宋國生

### 1970年代
- 《出塞》 1972年, 劉俊鳴
- 《山丹丹花開》 1972年, 湯良德改編
- 《懷鄉曲》 1974年, 王國潼
- 《音樂會練習曲》 1975年, 周耀崑
- 《战马奔腾》 1976年, 陈耀星
- 《山鄉小景》 1976年, 陈耀星
- 《江南春色》 1977年, 朱昌耀
- 《搖籃曲》 魯日融
- 《曲江吟》 魯日融
- 《葡萄熟了》 周維
- 《洪湖人民的心願》 张敬安、欧阳谦叔音乐素材; 閔惠芬
- 《梆子風》 項祖英
- 《喜送公糧》 顧武祥、孟津津
- 《草原新牧民》 劉長福

### 1980年代
- 《新婚別》 1980年, 張曉峰; 朱曉谷
- 《蘭花花敍事曲》 1981年, 關銘
- 《紅梅隨想曲》 1982年, 吳厚元
- 《長城隨想》 1982年, 劉文金
- 《陝北抒懷》 1982年, 陳耀星; 楊春林
- 《一枝花》 1982年，张式业
- 《碧潭夜曲》 1983年, 董榕森
- 《西施》 1983年, 董榕森
- 《子夜秋歌》 1983年, 鄭思森
- 《雙闕》 1984年, 譚盾
- 《姑蘇春曉》 1985年, 鄧建棟
- 《卡門主題隨想曲》 1985年, 高韶青移植
- 《第一二胡協奏曲》 1986年, 關迺忠
- 《幻》 1987年, 閻惠昌
- 《莫愁女幻想曲》 1987年, 何占豪
- 《亂世情侶二胡協奏曲》 1987年, 何占豪
- 《一》（高胡、二胡雙協奏） 1988, 趙曉生
- 《明月幾時有》 1988年, 陳能濟
- 《第一二胡狂想曲》 1988年, 王建民
- 《聽琴》（二胡與鋼琴） 1989年, 趙曉生
- 《別亦難二胡協奏曲》 1989年, 何占豪
- 《阳光照耀在塔什库尔干》  陈钢作曲; 刘天华（当代同名）, 步伟纲移植
- 《蘇南小曲》 朱昌耀
- 《五月春潮》 朱昌耀
- 《山村小景》 陳耀星
- 《喜盈門》 陳耀星
- 《追獵》 陳耀星
- 《桃花過渡二胡二重奏》 陳耀星改編
- 《影》 陳耀星
- 《椰島風情》 陳軍
- 《長恨歌二胡協奏曲》 楊春林

### 1990年代
- 《百鳥朝鳳》 1990年, 王燕樵
- 《秋韻》 1990年, 劉文金
- 《悲歌》 1991年, 楊立青
- 《獨個成長》 1991年, 王建民
- 《風韻》 1991年, 許可
- 《帝女花主題隨想》 1992年，湯良德改編
- 《思念》 1993年, 許可
- 《天山風情》 1993年, 王建民
- 《天仙配幻想曲》 1995年, 吳華
- 《貴妃情》 1995年, 盧亮輝
- 《火祭》 1995年, 譚盾
- 《姑蘇吟》 1995年, 王建民
- 《搖籃曲》 1996年, 許可
- 《愛河之春》 1997年, 黃曉飛
- 《敦煌古譜四首》 1997年, 黃安倫
- 《胡琴組曲》 1998年, 陈怡
- 《橋》 1998年, 外山雄三
- 《天風愛舞和庵》 1998年, 松尾祐孝
- 《楊貴妃的故事》 1998年, 王建民
- 《幻曲敍事曲》 1998年, 王建民
- 《燕子》 1998年, 蘇文慶
- 《草原風韻》 王建民, 鄧建棟
- 《蝶戀花二胡協奏曲》  何占豪
- 《中國暢想曲第5號》 黃安倫
- 《霓裳曲》 瞿春泉
- 《長恨歌》 黃曉飛
- 《母親》 黃曉飛
- 《懷念》 黃曉飛
- 《六月雪》 黃曉飛
- 《春江水暖》 金复载
- 《疆風舞韻》 盧亮輝
- 《貴妃情》 盧亮輝
- 《夜月》 顧冠仁
- 《相望》 曹元德
- 《水鄉行》 成公亮
- 《江河雲夢》 梁雲江

### 2000年代
- 《二胡協奏曲》 2000年, 劉學軒
- 《河曲》 2001年, 楊勇
- 《阿吐什的朝晨》 2001年, 王燕樵
- 《第2二胡狂想曲》 2001年, 王建民
- 《如來夢二胡套曲》 2002年, 劉文金
- 《二胡隨想曲第1號：思鄉》 2002年, 高韶青
- 《人間如夢川》 2002年, 石井真木
- 《第2二胡協奏曲》 2003年, 劉學軒
- 《西秦王爺》 2003年, 陸橒
- 《第3二胡狂想曲》 2003年, 王建民
- 《弦二》 2003年,  王乙聿
- 《西域風情》 2004年, 朱毅
- 《台灣風情組曲》 2004年, 朱昌耀
- 《台灣民謠四首》 2004年, 朱昌耀編曲
- 《阿里山情話》 2004年, 朱昌耀
- 《大漠敦煌》 2004年, 許可
- 《黃沙古道》 2004年, 許可
- 《弦情》 2005年, 盧亮輝
- 《圖騰》 2005年, 李濱揚
- 《追夢京華》 2006年, 關迺忠
- 《雪山魂塑》 2006年, 劉文金
- 《清明上河圖》 2006年, 史志有
- 《油紙傘下的回憶》 2006年, 朱雲嵩
- 《詩魂二胡協奏曲》 2007年, 關迺忠
- 《愛恨情仇》 2008年, 關迺忠
- 《行次西郊》 2008年, 任真慧
- 《快雪時晴》 2008年, 鍾耀光
- 《二胡隨想曲第2號：蒙風》 2008年, 高韶青
- 《心香》 2009年, 趙季平
- 《霸王別姬》 2009年, 劉學軒
- 《第4二胡狂想曲》 2009年, 王建民
- 《山林之秋》 劉學軒
- 《港都、春花、夜雨》 劉學軒
- 《京風》 莫凡
- 《秋之韻》 楊青
- 《黃水韻》 王之輝; 景建樹
- 《剪窗花》 王曙亮; 梁奇
- 《第三二胡協奏曲》 鄭冰
- 《阿拉木汗》 嚴潔敏
- 《小白菜》 溫得青
- 《急板》 Stefano Bellon （意大利）（義大利語：Stefano Bellon）
- 《逝去的時光》 陳其剛
- 《胡琴組曲》 陳怡
- 《弦二協奏曲》 王乙聿
- 《爱情》 趙季平

### 2010年代
- 《二胡隨想曲第三號：炫動》 2010年, 高韶青
- 《藍色星球：地球》 2011年, 王乙聿
- 《風雨思秋》 2011年, 關迺忠
- 《太陽祭》 2011年, 張朝
- 《二胡隨想曲第四號：戈壁》 2012年, 高韶青
- 《弦意嶺南》 2012年, 王丹紅
- 《二胡隨想曲第五號：納西》 2013年, 高韶青
- 《曾侯乙傳奇》 2013年, 李博禪
- 《楚頌》 2014-2015年, 李博禪
- 《弦歌吟》 2016年, 李博禪
- 《朔》 2017年，曾翊玹
- 《古巷深處》 2013-2015年, 李博禪
- 《絲路·拾光》 2017年，李博禪
- 《詩詠國魂》 2017年，劉錫津
- 《碎葉城倒影》 2017-2018年, 李博禪
- 《初心》 2019年, 李博禪
- 《桃花塢》 2019年, 李淵清
- 《第五二胡狂想曲—贊歌》 2019年, 王建民

### 2020年代
- 《台北風華》 2023年，王辰威
- 《第六二胡狂想曲》 2023年, 王建民